# JUMP WORLD 2012
『JUMP WORLD 2012』（じゃんぷわーるど　にせんじゅうに）は、Hey! Say! JUMPの6枚目のライブDVD。
2012年11月7日にジェイ・ストームから発売。Hey! Say! JUMPが2012年に行った『JUMP WORLD 2012』のライブ映像を収録。本ツアーでは自身初の海外公演も行い、DISC2には香港と台湾で行われたライブ映像も収録。

## 収録曲

### DISC1
1. OVERTURE
2. Ultra Music Power
3. 情熱JUMP
4. Dreams come true
5. SUPER DELICATE
6. Time
7. Star Time
8. ウタウタウ
9. 花 えがお
10. ガンバレッツゴー!〜ス・リ・ル
11. GET!!
12. Score
13. スナップ
14. 僕はVampire
15. パーフェクト ライフ
16. FLY
17. Magic Power
18. サム&ピンキー
19. 夜は星をながめておくれ - ジャニーズJr.
20. HELL, NO - ジャニーズJr.
21. ハイナ! - NYC
22. Hurry up!
23. 心・技・体
24. 真夜中のシャドーボーイ
25. Beat Line
26. OVER
27. Hero
28. Dash!!
29. Thank You 〜僕たちから君へ〜
30. 「ありがとう」〜世界のどこにいても〜
31. Born in the EARTH
32. 瞳のスクリーン
33. スクール革命
34. 冒険ライダー
35. 愛ing-アイシテル-

### DISC2
1. 香港公演ダイジェスト
2. 台湾公演ダイジェスト
3. 横浜アリーナ公演MC

## コンサートツアー
- コンサートツアー『Hey! Say! JUMP ASIA FIRST TOUR 2012』を記述。[1]

|        | 開催日時 | 開演時間 | 会場                              |
| 2012年 | 2012年   | 2012年   | 2012年                            |
| ------ | -------- | -------- | --------------------------------- |
| 1      | 5月3日   | 17:30    | 日本公演 横浜アリーナ             |
| 1      | 5月4日   | 13:30    | 日本公演 横浜アリーナ             |
| 1      | 5月4日   | 17:30    | 日本公演 横浜アリーナ             |
| 1      | 5月5日   | 13:30    | 日本公演 横浜アリーナ             |
| 1      | 5月5日   | 17:30    | 日本公演 横浜アリーナ             |
| 1      | 5月6日   | 13:30    | 日本公演 横浜アリーナ             |
| 1      | 5月6日   | 17:30    | 日本公演 横浜アリーナ             |
| 1      | 5月7日   | 18:00    | 日本公演 横浜アリーナ             |
| 1      | 5月8日   | 18:00    | 日本公演 横浜アリーナ             |
| 1      | 5月9日   | 18:00    | 日本公演 横浜アリーナ             |
| 2      | 5月26日  | 15:00    | 香港公演 カイテック・スターホール |
| 2      | 5月26日  | 20:00    | 香港公演 カイテック・スターホール |
| 2      | 5月27日  | 15:00    | 香港公演 カイテック・スターホール |
| 2      | 5月27日  | 20:00    | 香港公演 カイテック・スターホール |